# 大马站
大马站是曾存在于广东省广州市越秀区的一个街道片区，与邻近的小马站合称大小马站，北到中山五路，南到西湖路，与北京路平行，地处广州商业最繁盛地段。2000年以前，大马站为传统风格街巷，以清代合族祠书院建筑群、大马站教会以及美食街著称。而其明清书院群曾为大中华罕见，是清代广东文化教育事业的复兴和学术重振的见证，被誉为中华百座历史文化名城中独一无二的名胜古迹。

## 歷史
宋时大小马站就有驻有马军的记载。
明清时期，大马站邻近当时的当时的总督、巡抚、布政司、知府衙门，以及省、府、县各级学宫。清康熙年间，两广总督在大马站兴建越秀书院，此后，周边地区形成大规模合族祠书院建筑群，仅大马站一条街巷两侧就集中多所书院，直至1999年大马站西侧仍保留5座书院：平所书院、谢氏书院、三益书屋、赖氏书室、江都书室。民国初，大马站还是拉面毛、梳头等传统美容集聚的地方。
大马站35号曾是著名的大马站教会所在地。1950年林献羔开始在大马站35号的家中开始聚会，称为“大马站福音会堂”。因他不願意加入政治宣傳式的三自愛國教會，在1955年9月14日晚，在肃反运动中，和王国显、张耀生作为“大马站反革命集团”头目，在会堂内被捕，1955年9月27日，广州三自会组织了控诉“大马站反革命集团”的大会，随后他们被判入狱多年。1978年林献羔出狱后，恢复了大马站35号的聚会。之后人数逐渐增加到数千人，影响颇大。2000年后大马站教会迁至德政北路雅荷塘（北）荣桂里15号。
1990年代，大马站曾自发形成一条美食街，食肆、大排档林立。

### 清拆重建
早在1999年，越秀區的人大代表就聯名提出《關於落實保護大小馬站、流水井古書院群議案》。然而在2001年，當局为將北京路改为步行街，而想將大马站拓宽为马路，於是沿街建筑均被清拆，內街區亦被大片推倒，而旧书院建筑據拆卸的梁柱、砖石有作编号保存，以備计划重建于小马站。時隔多年，大馬站一帶合族祠書院建築大部分被清拆一空，代之臨時停車場。2006年，越秀区就规划以北京路商业街为主轴，将附近的商业建筑和历史古迹、骨干景点连接起来，打造国际商贸旅游区。由于牽涉開發資金不足、業權糾紛問題等，时至2010年，复建工程仍未动工。2012年部分廣州市人大代表聯名提交保護議案，得到廣州市人大主席團的重視，但難敵利益輸送。
早年统计曾保留书院12间，其中大马站西侧5间（平所书院、谢氏书院、赖氏书室、江都书室、三益书室）；小马站两侧4间（东侧关氏书院，西侧宗圣公祠、濂溪书院和见大书院）；流水井两侧3间（西侧庐江书院、考亭书院，东侧冠英书院）。后有一半被清拆，留存庐江书院等，而濂溪书院只在小马站保留了一块界石。
2003年根据市規劃局《大小马站书院群保护规划》，该地带留存书院有周家祠堂（濂溪书院）、冠英书院、曾家祠（宗圣公祠）等，當局表示會同市文化局对规划方案进行完善，征求专家意见，以更好恢复原有建筑格局与风貌。

### 發展項目
在2007年通过用地审批的景豪坊项目，原本由广州市景兴房地产开发有限公司和中信亿华公司联合开发，项目设计由英国贝诺Benoy事务所負責，時总投资20亿，建筑作為地铁一、二号线唯一交会的上盖物业，北起中山五路，南至西湖路，东西横跨大马站路。分东西兩区，东区為市民回迁區，西区则計劃發展商业和酒店（酒店高22层，五星级），西区酒店是與洲际酒店集团合作營運。规划顯示地库可增加1000个停车位；而负一、负二层仍然为商业；商业裙楼则基本为餐饮和商铺。計劃是分六期建成的大小马站书院群的一期建设工程。2018年1月16日珠江實業集團通过“股权+债权”的形式成為广东亿华房地产第一大股東，向开发有限公司投资接近 11.6亿，作為建设景豪坊西区项目的资金。

## 公共交通

### 巴士
中山五路站：

### 地鐵
- 广州地铁1号线公园前站
- 广州地铁2号线公园前站

均在鄰近大馬站位置設有出口。

## 軼事
有一副对联：龙藏流水井,马站清水桥，将北京路旁的龙藏街，流水井，大、小马站，清水桥5个地名巧妙地串在一起。

## 备注
1. ↑  2018年12月15日会堂被越秀区民宗委关闭